# Camarosporium roumeguerei
Camarosporium roumeguerei är en svampart som beskrevs av Sacc. 1880. Camarosporium roumeguerei ingår i släktet Camarosporium, ordningen Botryosphaeriales, klassen Dothideomycetes, divisionen sporsäcksvampar och riket svampar.   Inga underarter finns listade i Catalogue of Life.